# Tanja Pavel
Tanja Pavel (* 24. April 1972 in St. Wendel; † 16. Juli 2022 ebenda) war eine deutsche Politikerin (CDU). Sie war vom 25. April 2022 bis zu ihrem Tod Abgeordnete im Landtag des Saarlandes.

## Leben
Tanja Pavel absolvierte eine Ausbildung zur Industriefachwirtin und war bei einem Handelskonzern in St. Wendel beschäftigt.
Pavel trat 2015 der CDU bei. Sie amtierte als zweite Vorsitzende im CDU-Ortsverband St. Wendel und war ab 2019 Stadtratsmitglied.
Bei der Landtagswahl im Saarland 2022 erhielt sie im Wahlkreis Neunkirchen ein Abgeordnetenmandat im Landtag des Saarlandes. Sie war Vorsitzende im Ausschuss für Inneres, Bauen und Sport und Mitglied im Ausschuss für Justiz, Verfassungs- und Rechtsfragen sowie Wahlprüfung, Datenschutz und Informationsfreiheit.
Tanja Pavel starb im Alter von 50 Jahren am 16. Juli 2022 an einem Herzinfarkt. Für sie rückte Sandra Johann in den Landtag nach. Pavel lebte mit ihrem Ehemann in einer Patchworkfamilie mit vier Kindern.